# 개혁포럼21

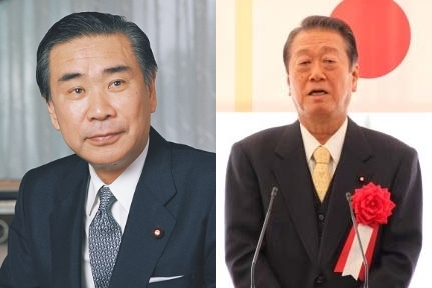
하타 쓰토무와 오자와 이치로

개혁포럼21(일본어: 改革フォーラム21)은 지금은 사라진 일본 자유민주당의 파벌이다. 창립자였던 하타 쓰토무의 이름을 따서 하타파(羽田派)라고도 하며 오자와 이치로의 영향력이 강했기에 하타·오자와파(일본어: 羽田・小沢派)라고도 한다. 신생당 창당 이후에는 파벌로서의 기능을 상실하고 오자와의 정치 자금 관리 단체로 변모했다.

## 하타·오자와파
1992년 10월 14일 경세회의 회장으로 재직중이던 가네마루 신이 도쿄 사가와큐빈 사건에 연류돼 의원직을 사임했다. 자연스럽게 회장직도 공석이 되었고 다케시타 노보루의 직계 그룹과 오자와를 지지하는 그룹 사이에서 누가 후임 회장이 될지를 두고 다툼이 발생했다.
당시 오자와 그룹은 하타를 지지했지만 다케시타 그룹은 오부치 게이조를 추천했다. 가네마루의 의원 사직서가 정식으로 수리된 21일 아침에 하타 옹립 집회도 열렸지만 파벌의 좌장이던 하라다 겐이 파벌 임시 총회가 열린 28일에 오부치 지지 의사를 표명하면서 결국 후임 회장은 오부치로 결정됐다. 다케시타 그룹이 아오키 미키오나 사이토 주로 등 참의원도 중시한 것에 비해 오자와 그룹은 "(중의원의 지지를 얻으면) 참의원은 따라오게 되어 있다"라며 참의원을 경시하는 태도를 보인 것이 오부치 승리의 주요 원인이었다.
하지만 오자와 그룹은 이에 불복해 임시 총회가 끝난 지 5시간 만에 파벌 내의 파벌인 개혁포럼21을 결성하겠다고 발표했다. 이때 참여한 36명의 의원들은 하타 옹립 집회에 참석했던 인물들이었다.
12월 미야자와 개조내각이 발족하자 하타에게 외무상으로 입각하라는 권유가 왔으나 하타는 이를 거절했다. 다만 후나다 하지메와 나카지마 마모루가 각각 경제기획청 장관과 과학기술청 장관으로 입각했는데 이는 경량급에 해당했다. 이후 미야자와 기이치는 자유민주당 간사장으로 반오자와 그룹에서도 강경파에 속했던 가지야마 세이로쿠를 임명했다. 이에 분노한 오자와는 18일 개혁포럼21 소속 의원 43명(중의원 35명과 참의원 8명)을 이끌고 경세회를 이탈하여 정식 파벌로 독립했다.
하타파는 당내 쇄신을 주장하며 미야자와에게 소선거구-비례대표 병립제와 정당교부금 도입을 골자로 한 정치 개혁 단행을 요구했다. 미야자와는 요구를 받아들이겠다면서도 적극적인 움직임을 보이지 않았고 결국 정치 개혁 법안들은 폐기되었다. 1993년 6월 18일 하타파는 야당이 제출한 내각불신임안에 동조할 뜻을 내비쳤고 내각에 참여하고 있던 후나다와 나카지마도 사임한 뒤 내각불신임안에 찬성했다. 그 결과 불신임안이 통과됐고 미야자와는 중의원을 해산했다.
6월 23일 하타파는 자민당을 탈당한 뒤 신생당을 창당했다. 본래 하타파는 탈당까지 할 생각은 없었지만 내각불신임안에 반대했던 자민당의 다케무라 마사요시가 21일 자민당을 탈당하여 신당 사키가케를 결성하자 불신임안에 찬성한 하타파가 자민당에 잔류하기 어려운 분위기가 형성되었기에 신당 결성을 추진했던 것이다.

## 자금 관리 단체
신생당 창당 이후 개혁포럼21은 정치 단체로서 존속하여 오자와의 정치 자금 관리 단체의 하나가 됐다. 2004년 10월 자유당에 지급된 정당보조금 약 15억 엔이 정치자금수지보고서에 기재되지 않은 채 입금된 사실이 2009년~2010년 사이에 알려졌고 오자와의 정치 자금 문제와 관련하여 보도되었다.
2006년 9월, 포럼의 대표 겸 회계 책임자였던 오자와의 측근이 사망했다.

## 같이 보기
- 자유민주당의 파벌
- 헤이세이 연구회
- 오자와 이치로
- 신생당

## 참고 문헌
- 後藤謙次 (2014년 4월 17일). 《ドキュメント 平成政治史 1　崩壊する55年体制》 [다큐멘터리 헤이세이 정치사 1 붕괴하는 55년 체제]. 岩波書店. ISBN 978-4000281676.